# Lalbarède
Lalbarède ist eine ehemalige französische Gemeinde im Département Tarn. Seit 2007 ist sie ein Teil der Gemeinde Guitalens-L’Albarède.

## Geografie
Das Dorf Lalbarède bildet mit Guitalens einen Doppelort. Lalbarède liegt am rechten Ufer des Agout, während Guitalens am linken Ufer liegt. Die ehemalige Gemeinde Lalbarède hatte eine Fläche von 371 Hektar und ist damit der kleinere Teil der neugegründeten Gemeinde Guitalens-L’Albarède. Sie liegt auf einer Höhe von 138 bis 171 Meter.

## Bestand
Nach der französischen Revolution entstand die Gemeinde zunächst unter dem Namen Labarede. 1801 erhielt sie den Namen Lalbarède (alternativ L’Albarède). Seitdem gehörte sie zum Kanton Vielmur (später Vielmur-sur-Agout) und zum Arrondissement Castres. 2007 fusionierte Lalbarède schließlich mit dem Nachbarort Guitalens.
| Jahr      | 1962 | 1968 | 1975 | 1982 | 1990 | 1999 | 2006 |
| Einwohner | 212  | 214  | 209  | 201  | 253  | 264  | 312  |